# Bob Griese
Robert Allen Griese (Evansville, Indiana, Estados Unidos, 3 de febrero de 1945), más conocido como Bob Griese, es un exjugador profesional de fútbol americano. Jugó en la posición de quarterback y desarrolló toda su carrera en los Miami Dolphins de la National Football League.
Griese fue seleccionado como All-American con los Purdue Boilermakers antes de ser reclutado en 1967 por los Dolphins, que en aquel entonces pertenecían a la American Football League. Llevó a los Dolphins a disputar la Super Bowl tres veces de manera consecutiva, incluyendo dos victorias en las ediciones VII y VIII. Tras retirarse fue introducido en el Salón de la Fama del Fútbol Americano Universitario en 1984 y al Salón de la Fama del Fútbol Americano Profesional en 1990.

## Biografía
Griese nació en Evansville, Indiana, el 3 de febrero de 1945. Su padre, Sylverious "Slick" Griese, era dueño de una empresa de fontanería en Evansville y falleció en 1955 cuando Bob tenía diez años de edad. Bob destacó como jugador de béisbol en el Rex Mundi High School.
Se casó con su compañera de clase en la Universidad de Purdue, Judi Lassus, en junio de 1967, con la que tuvo tres hijos. Judi falleció a los 44 años víctima de un cáncer de mama. Griese reside actualmente con su segunda esposa, Shay, en Jupiter, un pueblo ubicado en el condado de Palm Beach, Florida.
Su hijo mejor Brian también jugó como quarterback en la NFL. Disputó un total de once temporadas como profesional y fue campeón de la Super Bowl XXXIII con los Denver Broncos.

## Después del retiro
Fue comentarista de los partidos de fútbol americano universitario para la cadena ESPN.
El 24 de octubre de 2009, durante una transmisión, se refirió al corredor Juan Pablo Montoya, diciendo que "estaba afuera comiéndose un taco" al señalar que no se encontraba en las primeras posiciones del NASCAR, lo que fue duramente criticado por ser considerado como un comentario racista. A pesar de disculparse al final de la transmisión, fue suspendido por ESPN por una semana.

## Estadísticas
- 2.491 intentos de pase
- 1.453 pases completos
- 18.919 yardas por pase
- 192 touchdowns
- 172 intercepciones